# Adriaen van der Werff
Pour les articles homonymes, voir Van der Werff.
Adriaen van der Werff, né le 21 janvier 1659 à Kralingen et mort le 12 novembre 1722 à Rotterdam, est un peintre, sculpteur et architecte néerlandais qui peint, le plus souvent en petite dimension, des scènes historiques, des scènes de la vie privée et des portraits.

## Biographie
Fils d'un meunier, il étudie auprès du portraitiste Cornelis Picolet vers 1668-1670 et auprès d'Eglon van der Neer de 1671 à 1676. 
Il devient un maître indépendant à Rotterdam en 1676 et produit de petits portraits et des scènes de genre d'un style très fini, évoquant des artistes comme Dou, Metsu, Frans van Mieris ou Ter Borch. Comme Eglon van der Neer, il se concentre sur d'élégants costumes et de riches intérieurs qu'il embellit souvent de sculptures classiques. 
Par son mariage en 1687, il peut accéder aux collections et gravures de Nicolaes Anthonis Flick, tuteur de sa femme. Cela a approfondi ses connaissances des classiques, de l'art de la Renaissance et des baroques français et italiens. Flick l'a introduit auprès d'autres collectionneurs tels que Jan Dix, et auprès de l'érudit Philip de Flines, cofondateur en 1669 avec Gérard de Lairesse, de la société classique littéraire, Nil Volentibus Arduum. C'est à cette époque que Van der Werff adopte les sujets mythologiques classiques pour lesquels il est connu.
En 1691 ou en 1695 il devient doyen de la Guilde de Saint-Luc de Rotterdam. En 1696, son travail attire l'attention de Jean-Guillaume de Neubourg-Wittelsbach, Electeur Palatin qui achète son Enfants jouant devant une statue d'Hercule et lui commande un Jugement de Salomon et un autoportrait qui se trouve aux Offices.

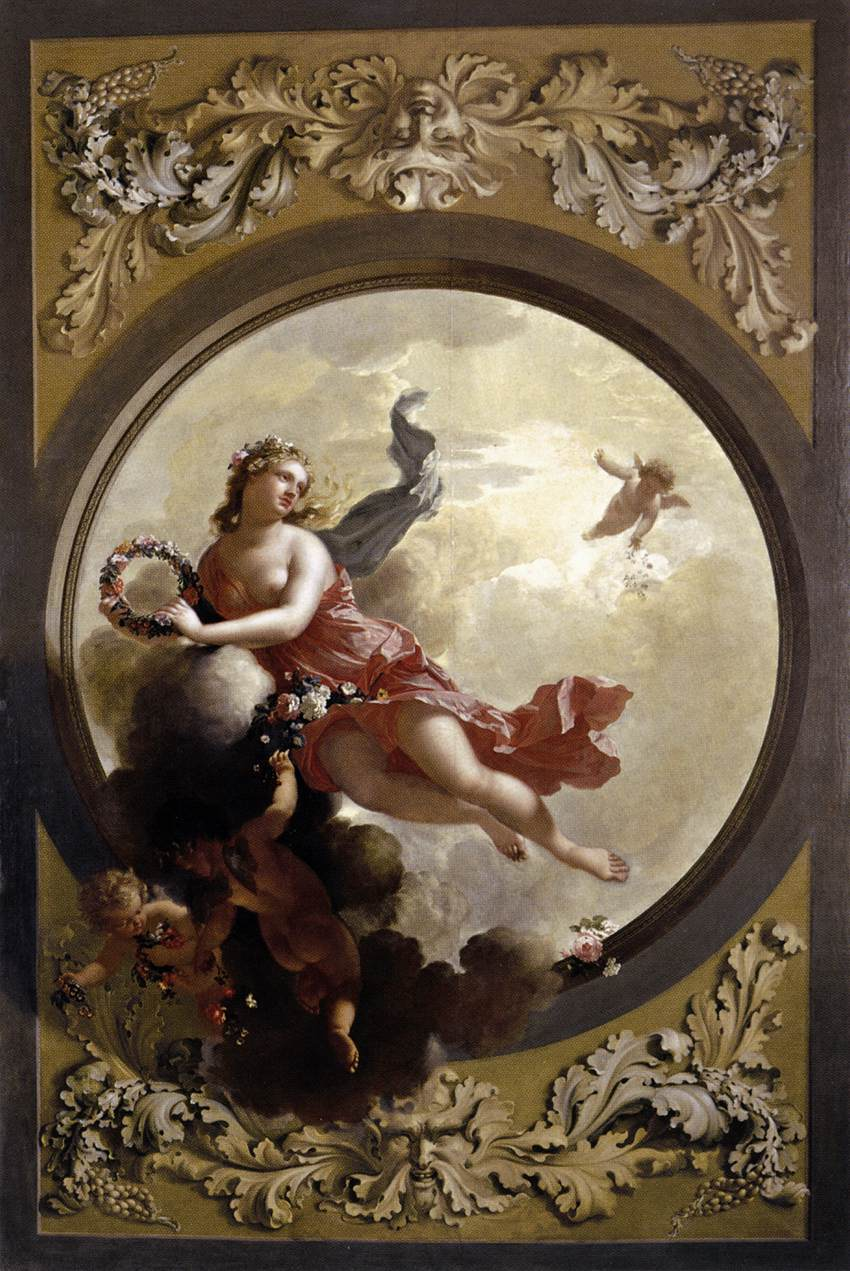
Flora
Château Wilhelmshöhe

Il obtient en 1703 la fonction de peintre de cours à Düsseldorf, résidence de l'électeur palatin, qui lui donne une pension, et l'anoblit. À partir de cette période il réalisa surtout des sujets religieux, peints avec son style toujours aussi méticuleux.
Après la mort de l'Electeur palatin, en 1716, il fut internationalement admiré comme le plus important peintre hollandais de l'époque et ses tableaux atteignirent de son vivant, des prix élevés. Mais  au XIXe siècle on l'accusa d'avoir trahi la tradition naturaliste hollandaise.
Son frère, Pieter van der Werff (1661–1722), est son principal élève et assistant.

## Œuvres
Il est l'auteur du tableau Adam et Eve devant le corps d'Abel (musée de Turin), peinture qui fut gravée vers 1776 par Carlo Antonio Porporati et dédicacé à Marie-Joséphine de Savoie (1753-1810), épouse de Louis XVIII.
- Bergers et bergères (1696), huile sur toile, 47 × 38 cm, Wallace Collection, Londres[1]
- Autoportrait avec le portrait de son épouse Margaretha van Rees et de sa fille Maria (1699), huile sur toile, 81 × 65 cm, Rijksmuseum, Amsterdam[2]
- Adoration des bergers (1703), huile sur bois, 53 × 36 cm, Musée des Offices, Florence[3]
- Venus et Cupidon (1716), huile sur chêne, 45 × 33 cm, Wallace Collection, Londres[1]
- Flora et putti jetant des fleurs (ensemble décoratif), huile sur toile, 284 × 189 cm, Château Wilhelmshöhe, Cassel[4]